# فرودگاه ناتیتینگو
فرودگاه ناتیتینگو (به انگلیسی: Natitingou Airport) یک فرودگاه با کد یاتا NAE است . این فرودگاه در کشور بنین قرار دارد .